# Rupert, Prinț Moștenitor al Bavariei
Prințul Moștenitor Rupert de Bavaria (germană Kronprinz Rupprecht von Bayern) (18 mai 1869 – 2 august 1955) a fost ultimul Prinț Moștenitor al Bavariei.
Titlul său întreg a fost Înălțimea Sa Regală Rupprecht Maria Luitpold Ferdinand, Prinț Moștenitor de Bavaria, Duce de Bavaria, de Franconia și de Swabia, Conte Palatin de Rin. De asemenea, a fost moștenitorul iacobit la tronul Angliei, Irlandei, Scoției și Franței de la decesul mamei sale în 1919 sub numele de Robert I și IV. 

## Primii ani
Rupert s-a născut la München și a fost primul copil din cei treisprezece ai regelui Ludwig al III-lea, ultimul rege al Bavariei, și ai Mariei Theresa de Austria-Este, nepoata lui Francisc al V-lea, Duce de Modena.
Educația lui a început la vârsta de șapte ani și a fost condusă de Freiherr Rolf Kreusser, un anglo-bavarez. În tinerețe a petrecut mult timp la Schloß Leutstetten din orașul  Starnberg, și la casa familiei din apropiere de Lindau. Educația a fost tradițională și conservatoare. A devenit primul membru al Casei Regale a Bavariei care a urmat o școală publică - atunci când a fost educat la Maximilian-Gymnasium din München.
Bunicul lui Rupert, Luitpold, a devenit de facto conducător al Bavariei când atât regele Ludwig al II-lea al Bavariei cât și succesorul său Otto au fost declarați nebuni în 1886. În urma acestor evenimente, poziția lui Rupert s-a schimbat, deoarece a devenit clar că într-o zi el va moșteni tronul Bavariei.
După absolvirea liceului, a intrat ca sublocotenet în armata bavareză. Și-a întrerupt cariera militară pentru a studia la universitățile din München și Berlin din 1889 până în 1891. A fost avansat la rangul de colonel și a devenit ofițer comandant al celui de-al 2-lea Regiment de Infanterie, dar a găsit posibilitatea de a călători suficient de mult în Orientul Mijlociu, India, Japonia și China. Primele sale călătoriile au fost făcute cu subordonatul său, Otto von Stetten. Mai târziu a fost însoțit de prima lui soție.
La vârsta de 31 de ani Rupert s-a căsătorit cu Ducesa Maria Gabriela de Bavaria, cu care a avut cinci copii; Maria Gabriela a murit în 1912 la vârsta de 34 de ani. 
În 1906 Rupert a fost numit comandant al corpului I de armată cu rangul de locotenent general de infanterie; a fost promovat la gradul de general în 1913.
În 1912, Luitpold a fost succedat în poziția de Prinzregent de către<fiul său Ludwig. La 5 noiembrie 1913 Ludwig a fost ales rege de senatul bavarez, devenind Ludwig al III-lea. În urma acestei decizii Rupert a devenit Prinț Moștenitor.

## Primul Război Mondial
La izbucnirea Primului Război Mondial a comandat Armata a 6-a Germană în Bătălia de la Lorena. Deși nu a reușit să străpungă liniile franceze, Rupert s-a dovedit un comandant foarte capabil. Mai târziu a comandat Armatei a 6-a în nordul Franței și a rămas pe frontul de vest în timpul impasul care va dura până la sfârșitul războiului.
Rupprecht a devenit feldmareșal (Generalfeldmarschall) în iulie 1916 și și-a asumat comanda grupului de armate Rupprecht la 28 august în același an; grupul de armate consta în armatele 1, 2, 6 și 7. Rupprecht a fost considerat de unii a fi unul dintre cei mai buni comandanți regali ai armatei imperiale germane din Primul Război Mondial.

El a ajuns la concluzia, mult mai devreme decât majoritatea celorlalți generali germani (spre sfârșitul lui 1917), că războiul nu poate fi câștigat, văzând avantajul material tot mai mare al aliaților. A demisionat de la comandă la 11 noiembrie 1918.
S-a logodit cu mult mai tânăra Prințesa Antonia de Luxemburg în 1918 însă capitularea Germaniei a întârziat căsătoria lor.

## Anii interbelici
Rupprecht a pierdut șansa de a conduce Bavaria, când aceasta a devenit republică în urma revoluțiilor care au urmat războiului. Deși unii regaliști în continuare s-au referit la el ca rege al Bavariei, domnia de 738 de ani a Casei de Wittelsbach s-a încheiat în 1918. Rupprecht s-a retras la Tirol, de frica represaliilor din partea regimului comunist de scurtă durată din Bavaria sub conducerea lui Kurt Eisner, însă a revenit în luna septembrie 1919. În timp ce a fost plecat din Bavaria, a fost succedat de mama sa, Maria Theresa de Austria-Este, ultima regină a Bavariei, ca moștenitoare iacobită. Acest lucru s-a petrecut până la moartea ei, la 3 februarie 1919.
Ca atare, sub numele său anglicizat, ar fi fost regele Robert I (sau Rupert) (rege al Angliei) și al IV-lea (rege al Scoției), deși el nu a pretins aceste corone și a "descurajau puternic" pe oricine le-a pretins în numele său.
Situația politică schimbată i-a permis în cele din urmă să se căsătorească cu Prințesa Antoinette de Luxemburg la 7 aprilie 1921. Ceremonia a fost efectuată de către Eugenio Pacelli (mai târziu a devenit Papa Pius al XII-lea).

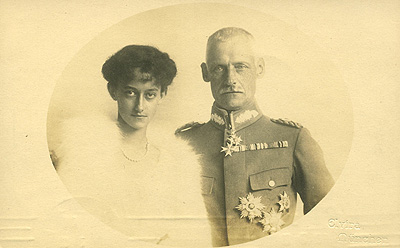
Rupert, Prințul Moștenitor al Bavariei cu viitoarea sa soție, Prințesa Antonia de Luxembourg, 1918.

La scurt timp după Conferința Navală de la Washington din 1922, el a făcut o declarație în ceea ce privește posibila interzicere a bombardamentele aeriene, gazelor otrăvitoare, blocade maritime și arme cu rază lungă, învinuindu-le că au cauzat majoritatea victimelor în rândul civililor din timpul ultimului război. De asemenea, el a pledat pentru participarea Germaniei la viitoarele conferințe de pace și a respins blamarea că împăratul Wilhelm al II-lea a fost de vină pentru Primul Război Mondial.
În timp ce s-a opus Republicii de la Weimar și nu a renunțat niciodată la drepturile sale de succesiune la tron, Rupprecht și-a imaginat o monarhie constituțională pentru Bavaria. După decesul tatălui său în octombrie 1921, Rupprecht și-a declarat pretenția la tron. A devenit șeful Casei de Wittelsbach. A format Wittelsbacher Ausgleichfond în 1923, care a reprezentat un acord cu statul Bavaria prin care cele mai importante palate Wittelsbach, ca  Neuschwanstein și Linderhof, au rămas bavarezilor.
Nu a fost niciodată ispitit să se alăture dreptei în Germania, în ciuda încercărilor lui Hitler prin intermediul lui Ernst Röhm de a-l câștiga de partea lor, și prin promisiuni de restaurare regală. Hitler a mărturisit în particular că nu-l plăcea pe Prințul Moștenitor. La rândul său, Prințul Moștenitor s-a confesta regelui George al V-lea în timpul unui prânz la Londra în vara anului 1934 că-l consideră pe Hitler nebun.
Rupprecht a continuat să creadă că restaurarea monarhiei era posibilă, opinie pe care și-a exprimat-o ambasadorului britanic Eric Phipps în 1935.

## Al Doilea Război Mondial
Rupert a fost obligat să plece în exil în Italia în decembrie 1939 (utima picătură a fost confiscarea Schloß Leutstetten de către naziști) unde a stat ca oaspete al regelui Victor Emanuel al III-lea al Italiei, locuind în special la Florența. Lui și familiei lui i s-au interzis întoarcerea în Germania.
Într-un memoriu în mai 1943, el a exprimat opinia că Germania va fi complet învinsă în război și a sperat să ca poporul german să fie cruțat de ce e mai rău atunci când în cele din urmă va cădea regimul nazist. El a menționat chiar și ambiția sa pentru coroana germană, care a fost deținută de Casa de Wittelsbach în trecut.
În octombrie 1944, când Germania a ocupat Ungaria, soția lui Rupert și copiii au fost capturați, în timp ce el, încă în Italia, a evitat arestarea. Familia lui a fost dusă la lagărul de concentrație Sachsenhausen. În aprilie 1945 au fost mutați la lagărul de la Dachau, de unde au fost eliberați de armata americană. Prințesa  Antoinette nu și-a revenit niciodată complet și a murit câțiva ani mai târziu în Elveția, după ce a promis să nu se întoarcă niciodată în Germania după calvarul îndurat. A fost îngropată la Roma, dar inima ei a fost dusă, în conformitate cu tradiția Wittelsbach, la Gnadenkapelle Altötting.

## Post război, decesul
Rupprecht a continuat să susțină restaurarea monarhiei bavareze dar nu a găsit nici un sprijin din partea autorităților de ocupație americane, care însă l-au tratat cu amabilitate. Generalul Dwight D. Eisenhower i-a oferit un avion special să-l ducă înapoi la München în septembrie 1945 iar el s-a întors la Schloss Leutstetten. Din 170 de membri ai parlamentului bavarez, 70 s-au declarat monarhiști în septembrie 1945, un semn clar pentru susținerea Prințului Moștenitor.
A murit la Schloss Leutstetten în 1955, la vârsta de 86 de ani; a fost tratat ca un monarh decedat și a primit funaralii de stat.  A fost înmormântat la Theatinerkirche în München, lângă bunicul său Prințul Luitpold și str-străbunicul său, regele Maximilian I Iosif de Bavaria, între prima soție, Ducesa Marie Gabrielle de Bavaria și fiul cel mare, Prințul Luitpold.